# Wisigarda
Wisigarda také Wisigardis (cca 510? – cca 541?) byla franská královna, manželka Theudeberta I., krále Austrasie z rodu Merovejců. Pocházela ze západogermánského kmene Langobardů. Jejím otcem byl langobardský král Wacho.
Informace o životě Wisigardy se dochovaly v kronice Historia Francorum franského biskupa a historika Řehoře z Tours. Vyrůstala ve středním Podunají. V roce 531 byla v Panonii zasnoubena s Theudebertem I., budoucím merovejským králem Austrasie. Toto zasnoubení zařídil otec Theudeberta Theuderich I. Theudebert měl ale zájem o římskou ženu jménem Deoteria a tak ke sňatku s Wisigardou po roce 531 nedošlo. Theudebert se rozhodl oženit s Wisigardou až po sedmi letech, v roce 537 nebo 538, snad z politických důvodů. Deoteria se stala jeho konkubínou. Wisigarda krátce po svatbě zemřela. 
V roce 1959 v kryptách katedrály sv. Petra v Kolíně nad Rýnem zkoumal německý archeolog a ředitel Římsko-germánského muzea v Kolíně nad Rýnem Otto Doppelfeld velmi bohatě zdobený hrob franské ženy. Žena byla pohřbena s jejími drahými šperky. Pohřební artefakty napovídaly, že se může jednat o hrob langobardské princezny. Na základě objeveného vybavení hrobu se Otto Doppelfeld domníval, že se jedná o hrob franské královny Wisigardy. Nicméně tento výklad není prokázán žádným nápisem, ani jinými hodnověrnými zdroji.